# 基涅利-切爾卡瑟區

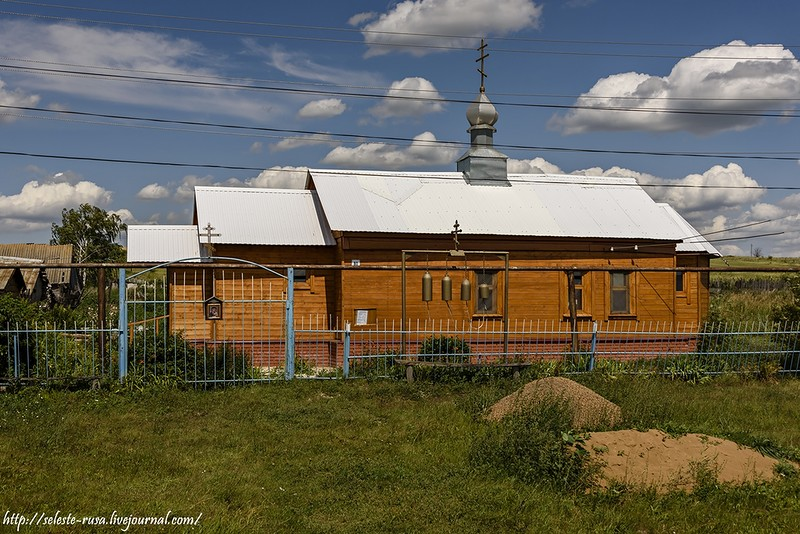

53°27′N 51°26′E / 53.450°N 51.433°E
基涅利-切爾卡瑟區（俄语：Кинель-Черкасский район），是俄羅斯的一個區，位於該國西南部，由薩馬拉州負責管轄，面積2,469平方公里，2010年人口47,362，人口密度每平方公里19.18人。